# Маркт Ајнерсхајм
Маркт Ајнерсхајм (њем. Markt Einersheim) град је у њемачкој савезној држави Баварска. Једно је од 31 општинског средишта округа Кицинген. Према процјени из 2010. у граду је живјело 1.175 становника. Посједује регионалну шифру (AGS) 9675148.

## Географски и демографски подаци
Маркт Ајнерсхајм се налази у савезној држави Баварска у округу Кицинген. Град се налази на надморској висини од 290 метара. Површина општине износи 7,8 km². У самом граду је, према процјени из 2010. године, живјело 1.175 становника. Просјечна густина становништва износи 151 становника/km².